# Oxime de phosgène
L'oxime de phosgène, ou CX, est une oxime organochlorée de formule chimique Cl2CNOH. C'est une arme chimique puissante classée comme vésicant bien qu'elle soit plutôt urticante. Elle est toxique par inhalation, injection ou contact cutané. Ses effets sont immédiats et on n'en connaît pas d'antidote ; les victimes sont traitées avec des soins palliatifs.
L'oxime de phosgène se présente sous la forme d'un solide incolore, mais peut avoir l'aspect d'un liquide jaunâtre en présence d'impuretés. Elle a une odeur forte et désagréable ainsi que des vapeurs irritantes. Elle est très soluble dans l'eau et corrosive pour les métaux. Elle tend à se décomposer au contact des métaux. Elle s'hydrolyse rapidement en solution basique. L'oxime de phosgène peut être préparée par réduction de la chloropicrine Cl3CNO2 à l'acide chlorhydrique HCl en présence d'étain Sn :
Cl3CNO2 + 2 Sn + 5 HCl + H2O → Cl2C=N−OH + 2 H3O[SnCl3].
L'apparition d'une coloration violette transitoire au cours de la réaction suggère la formation d'un intermédiaire trichloronitrosométhane Cl3CNO. Les premiers modes de préparation utilisaient également la chloropicrine, mais avec le chlorure d'étain(II) SnCl2 comme réactif.
L'oxime de phosgène est électrophile et est donc sensible aux nucléophiles, par exemple à l'hydrolyse basique :
Cl2CNOH + 2 NaOH → CO2 + NH2OH + 2 NaCl + H2O.
Ceci offre un moyen de détruire ce composé dangereux. L'hydrazine N2H4 la convertit en cyanure d'hydrogène HCN et en azote N2.